# Килпъявр (озеро)
Килпъявр (также Килп-явр) — пресноводное озеро в Мурманской области России, находится на территории Кольского района.
Расположено на севере области, в системе реки Уры, к югу от озера Кяделъявр, в 28 километрах к северо-западу от Мурманска, на 1427-м км федеральной трассы «Кола», которая пересекает озеро в северной части. Находится на высоте 87,6 метра над уровнем моря. Форма озера вытянута с юго-запада на северо-восток, максимальное расстояние между крайними точками — около 9,7 км, в южной части ширина достигает 2,1 км. Площадь озера — 5,02 км². Максимальная глубина 13 м. Площадь водосборной поверхности — 705 км². Водородный показатель pH составляет в среднем 6,62. Общая средняя минерализация воды — 19,4 мг/л. Вода прозрачная, весной цветность возрастает.
На юго-западе впадает, а на северо-востоке вытекает река Ура, впадающая в Баренцево море. Кроме того, с запада впадает порожистая протока, вытекающая из озера Нялъявр. К югу расположен посёлок Килпъявр, который также связан с озером протокой.
Берега изрезаны, высокие, каменистые, часто заболоченные, покрыты лесотундрой с преобладанием берёзы, также встречается кустарник и ель. На берегах встречаются каменные валуны. Крупный полуостров с извилистой береговой линией вдаётся в акваторию с севера. Обширные отмели.

## Авиакатастрофа
10 ноября 1965 года на озере Килпъявр авиалайнер Ту-124В Ленинградского ОАО авиакомпании «Аэрофлот» выполнял плановый внутренний рейс SU-099 по маршруту Ленинград — Мурманск, но при посадке в Мурманском аэропорту Килпъявр лайнер врезался в лёд озера Килпъявр. Погибли 32 человека на борту из 64 — 57 пассажиров и 7 членов экипажа.